# Porsgölen (Simonstorps socken, Östergötland, 651421-152657)
Porsgölen är en sjö i Norrköpings kommun i Östergötland och ingår i Kilaån-Motala ströms kustområde.